# Луїс де Леон
Луїс де Леон (ісп. Luis de León; також: Ponce de Leōn ; нар. 1527 Бельмонте, нинішня провінція Куенка — пом. 23 серпня 1591 року в Мадригаль-де-лас-Альтас-Торрес, нинішня провінція Авіла) — іспанський поет. Один із найвидатніших ліричних поетів Іспанії.

## Біографія
У 1544 році Леон приєднався до ордену августинців, потім вивчав теологію в університеті Саламанки, де згодом також викладав. Коли стало відомо про його марранське походження, у 1571 році його постали перед судом інквізиції . Його звинуватили в таємному юдаїзуванні. Його також звинуватили в тому, що він переклав «Пісню пісень» іспанською мовою.
Після п'яти років ув'язнення він був звільнений в 1576 році. Подейкують, що після такої паузи він розпочав свої лекції в Саламанці словами: Hesterno die dicebamus («Як ми говорили вчора…»). Пізніше він був призначений генеральним вікарієм свого ордену в провінції Кастилія. Леон написав кілька морально-релігійних прозових творів; «De los nombres de Cristo» присвячений імені Христа в Біблії, а «La perfecta casada» (1583) — моральним нормам шлюбу. Він був першим редактором творів Терези Авільської. Проте у своїй поезії Леон виявив схильність до нехристиянських авторів античності. Леон перекладав Горація, Вергілія та Гомера, а також італійців П'єтро Бембо та Франческо Петрарку. Леон прославився близько двадцятьма віршами, в яких оспівував таємниці Всесвіту — вони з'явилися лише посмертно в 1631 році.
Разом із Франсіско де Альданою (* 1537 або 1540; † 1578), Алонсо де Ерсілья, Фернандо де Еррера та Іваном від Хреста, він був одним із найважливіших представників літератури іспанського Відродження.